# إديث شابمان
إديث شابمان (بالإنجليزية: Edythe Chapman) هي ممثلة أمريكية، ولدت في 8 أكتوبر 1863 في روتشستر في الولايات المتحدة، وتوفيت في 15 أكتوبر 1948 في غلينديل في الولايات المتحدة بسبب مرض.

## أعمال

### أفلام
- (1922) خلف الصخور
- (1923) الوصايا العشر

## وصلات خارجية
- إديث شابمان على موقع IMDb (الإنجليزية)
- إديث شابمان على موقع أول موفي (الإنجليزية)
- إديث شابمان على موقع قاعدة بيانات برودواي على الإنترنت (الإنجليزية)
- إديث شابمان على موقع قاعدة بيانات الأفلام السويدية (السويدية)
- إديث شابمان على موقع قاعدة بيانات الفيلم (الإنجليزية)
- إديث شابمان على موقع كينوبويسك (الروسية)